# 드레스덴 S반
드레스덴 S반(독일어: S-Bahn Dresden)은 독일 드레스덴 및 그 광역권에서 운행하는 광역철도 시스템이다. 오버엘베 교통조합(Verkehrsverbund Oberelbe)의 의뢰로 DB 레기오 쥐트오스트에서 운영한다. 총 166 km 규모의 4개 노선이 존재한다. 출퇴근 시간대 일부 노선은 중부작센 교통조합의 영역으로도 운행한다.
1974년 9월 29일 드레스덴 및 일부 근교 노선이 S반과 유사한 운임체계에 편입되었다. S반이라는 명칭은 1992년 5월 31일에 정식적으로 사용되었으며, 그 이전에는 도시 및 근교 교통(Stadt- und Vorortverkehr, SV-Verkehr)이라는 명칭을 사용했다. 1998년 5월 24일 오버엘베 교통조합 운임으로 편입되었다. 드레스덴 외부로는 프라이탈, 마이센, 라데보일, 코스비히 방면으로 운행한다. 2007년 12월 9일부터는 프라이베르크, 2021년 12월 12일부터는 라데베르크, 풀스니츠, 카멘츠로 운행한다. 모든 S반 노선은 드레스덴 중앙역에서 만난다.
2011년 도이체 반의 조사에 의하면 독일에서 가장 고객 만족도가 높은 S반 시스템이다.

## 차량
전기 기관차 견인 2층 객차의 푸시풀 운행을 사용한다. 모든 열차에는 1등석과 2등석이 설치되어 있다. 열차 외부에는 다른 도이체 반의 S반 열차처럼 "S-Bahn Dresden" 표기가 되어 있다. 승객의 빠른 전환이 일어나야 하는 대부분 S반 노선과는 다르게 2층 열차를 사용하고 있다.
2007년 7월 16일부터 봄바디어 괴를리츠 공장에서 2층 제어차 13량, 객차 40량, 총 53량을 납품받아서 과거 2층 객차를 대체했다. 신형 객차는 최대 160 km/h까지 운행할 수 있으며, 예산은 7200만 유로이다. 같은 날 드레스덴 알트슈타트 지역에 새로운 기지가 영업을 시작했다. 2007년 12월 시간표 개정 이전에 모든 차량이 반입 완료되었다.
사용 중인 기관차는 143형, 146.0형 및 146.2형이다. 182형 기관차 사용은 2015년 12월 시간표 개정부터 중단되었다. 2018년 12월 시간표 개정 기준 2003년 제작된 2층 객차 20량, 2007년 제작된 2층 객차 53량이 사용 중이다.
2019년에는 오버엘베 교통조합에서 봄바디어 트윈덱스 바리오 전동차 15편성을 주문할 계획을 발표했다. S1, S2 노선에 투입될 예정이며, 반입 이후에는 143형 기관차 운행이 중단될 예정이다. 2027년 12월까지 계약된 DB 레기오, 오버엘베 교통조합만의 예산으로는 자금이 부족해서 작센주의 투자를 기대하고 있다. 작센주의 경제노동교통부에서는 자금 지원이 공공 조달 규정에 위반될 수 있다고 판단했다. 작센주의 투자를 받을 수 없는 상황에서는 예산이 충분하지 않았기 때문에 VVO나 DB 레기오에서는 별도 구매를 진행하지 않았고, 현재 운송 계약이 끝날 때까지는 계속 기관차 견인 편성을 사용할 예정이다.
2021년 12월 12일부터 VVO 디젤 노선(VVO-Dieselnetz) 운영 계약이 갱신되었다. 이에 따라서 과거의 RB 34 드레스덴 중앙역-카멘츠 노선이 S 8로 편입되었으며, 642형 디젤 동차를 사용한다.